# Gorodovikovsk
Gorodovikovsk (Russisch: Городовиковск) is een stad in de Russische autonome republiek Kalmukkië, aan de rivier de Basjantenon op 240 kilometer van Elista. Het vormt het bestuurlijk centrum en staat onder jurisdictie van het gelijknamige gemeentelijke district Gorodovikovski.
De stad werd gesticht in 1872 als het Kalmukse dorpje Basjanta. In 1938 verkreeg Basjanta de status van arbeidersnederzetting en in 1971 de status van stad, waarbij ze werd hernoemd naar een Held van de Sovjet-Unie, Oka Gorodovikov. In de stad bevindt zich een vleeskombinat.
| 1939  | 1959  | 1970  | 1979   | 1989   | 2002   |
| ----- | ----- | ----- | ------ | ------ | ------ |
| 4.000 | 4.600 | 7.800 | 11.900 | 11.902 | 10.940 |

Bestuurlijk centrum: Elista

Gorodovikovsk · Lagan